# Пехотная дивизия «Фридрих Людвиг Ян»
Пехотная дивизия «Фридрих Людвиг Ян» (нем. Infanterie-Division "Friedrich Ludwig Jahn") — тактическое соединение сухопутных войск вооружённых сил нацистской Германии, созданное в конце Второй мировой войны.

## История
Пехотная дивизия «Фридрих Людвиг Ян» была сформирована 31 марта 1945 года в 3-м военном округе на территории учебного центра «Ютербог» во время 35-й волны мобилизации Вермахта на основе остатков 251-й пехотной дивизии и 7 500 мужчин из 2-й дивизии Имперской службы труда. От Имперской службы труда в состав соединения вошли 1 500 человек рядового и унтер-офицерского состава, 2 500 обученных работников и 3 500 рекрутов службы. Дивизия принимала участие в боевых действиях и была разгромлена в мае 1945 года. Остатки дивизии сдались в плен американским войскам на Эльбе, однако вскоре они были переданы советским войскам.

## Почётное наименование
Дивизия была названа в честь Фридриха Людвига Яна (нем. Friedrich Ludwig Jahn), немецкого офицера, педагога, политика и общественного деятеля.

## Местонахождение
- с марта по май 1945 (Германия)

## Подчинение
- 20-й армейский корпус 12-й армии группы армий «Висла» (31 марта — 8 мая 1945)

## Командиры
- генерал-лейтенант Фридрих-Вильгельм фон Лёпер (31 марта — 8 мая 1945)

## Состав
- 1-й пехотный полк «Фридрих Людвиг Ян»
- 2-й пехотный полк «Фридрих Людвиг Ян»
- 3-й пехотный полк «Фридрих Людвиг Ян»
- Артиллерийский полк «Фридрих Людвиг Ян»
- Сапёрный батальон «Фридрих Людвиг Ян»
- Стрелковый батальон «Фридрих Людвиг Ян»